# Anastrepha pastranai
Anastrepha pastranai är en tvåvingeart som beskrevs av Blanchard 1961. Anastrepha pastranai ingår i släktet Anastrepha och familjen borrflugor. Inga underarter finns listade i Catalogue of Life.